# Автошлях E251
Автошлях E251 — автомобільний європейський автомобільний маршрут категорії Б, що з'єднує в Німеччині міста Засніц і Берлін.

## Маршрут
- - E22, Зассніц — Штральзунд
  - Нойбранденбург
  - E26, Берлін